# David Gallaher
Ne pas confondre avec le rugbyman Dave Gallaher.
Pour les articles homonymes, voir Gallaher.
David Gallaher (né le 5 juin 1975 à Honolulu) est un scénariste de bande dessinée et écrivain américain.

## Prix
- 2009 : Prix Harvey de la meilleure bande dessinée en ligne pour High Moon (avec Steve Ellis et Scott O. Brown)